# Olaf Sletten
Olaf Sletten (ur. 19 kwietnia 1886 w Aremark, zm. 10 grudnia 1943 w Oslo) – norweski strzelec sportowy, trzykrotny medalista olimpijski.
Dwukrotny uczestnik igrzysk olimpijskich. Na igrzyskach olimpijskich w 1920 w Antwerpii startował w dziesięciu konkurencjach, zdobywając trzy medale, zawsze w konkurencjach drużynowych: srebrne w karabinie dowolnym z trzech postaw na 300 m (skład zespołu: Østen Østensen, Gudbrand Skatteboe, Albert Helgerud, Sletten i Otto Olsen) i w karabinie wojskowym leżąc na 300 i 600 m (skład zespołu ten sam z wyjątkiem Skatteboe, który został zastąpiony przez Jacoba Onsruda) oraz brązowy w karabinie małokalibrowym stojąc na 50 m (skład zespołu: Anton Olsen, Helgerud, Sigvart Johansen, Sletten i Østensen).
Na igrzyskach olimpijskich w 1924 w Paryżu wystąpił tylko w karabinie małokalibrowym leżąc na 50 m, zajmując odległe miejsce.

## Wyniki

### Igrzyska olimpijskie
| Igrzyska       | Konkurencja                                     | Wynik                             | Miejsce | Źródło |
| -------------- | ----------------------------------------------- | --------------------------------- | ------- | ------ |
| Antwerpia 1920 | Karabin dowolny, trzy postawy, 300 m            | 930 pkt.                          | ?       | [ 2 ]  |
| Antwerpia 1920 | Karabin dowolny, trzy postawy, 300 m, drużynowo | 4748 pkt. (druż.) 930 pkt. (ind.) |         | [ 3 ]  |
| Antwerpia 1920 | Karabin wojskowy leżąc, 300 m                   | 58 pkt.                           | =6      | [ 4 ]  |
| Antwerpia 1920 | Karabin wojskowy leżąc, 300 m, drużynowo        | 280 pkt. (druż.)                  | 6       | [ 5 ]  |
| Antwerpia 1920 | Karabin wojskowy leżąc, 600 m                   | 58 pkt.                           | =5      | [ 6 ]  |
| Antwerpia 1920 | Karabin wojskowy leżąc, 600 m, drużynowo        | 282 pkt. (druż.)                  | 4       | [ 7 ]  |
| Antwerpia 1920 | Karabin wojskowy stojąc, 300 m, drużynowo       | 242 pkt. (druż.)                  | 6       | [ 8 ]  |
| Antwerpia 1920 | Karabin wojskowy leżąc, 300 i 600 m, drużynowo  | 565 pkt. (druż.) 114 pkt. (ind.)  |         | [ 9 ]  |
| Antwerpia 1920 | Karabin małokalibrowy stojąc, 50 m              | 371 pkt.                          | ?       | [ 10 ] |
| Antwerpia 1920 | Karabin małokalibrowy stojąc, 50 m, drużynowo   | 1866 pkt. (druż.) 371 pkt. (ind.) |         | [ 11 ] |
| Paryż 1924     | Karabin małokalibrowy leżąc, 50 m               | 385 pkt.                          | =26     | [ 12 ] |